# 沙田海

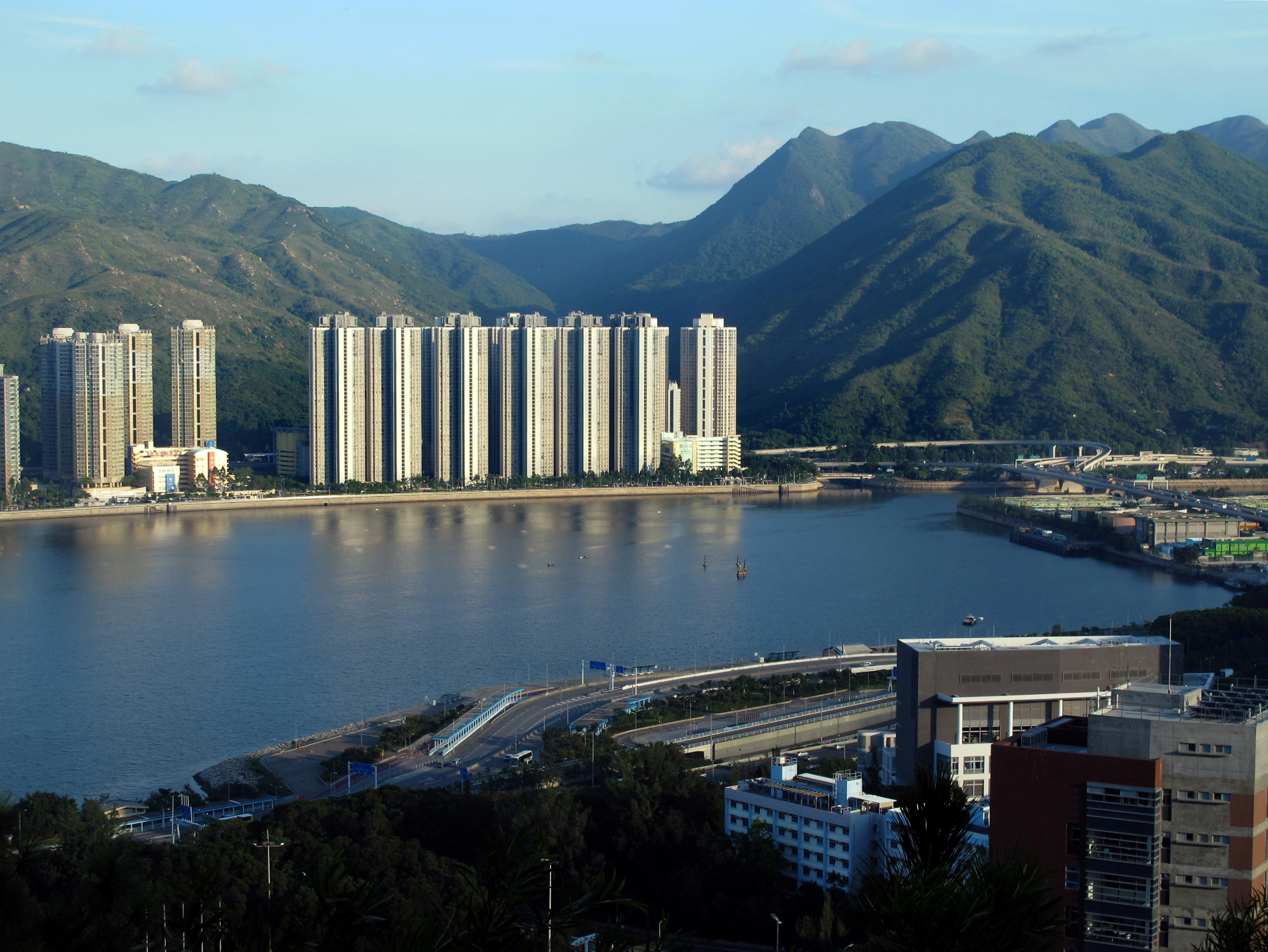
城門川の河口に残る現在の沙田海

沙田海（さでんかい、中国語: 沙田海, 英語: Sha Tin Hoi）は、香港新界沙田区にある、ラッパ状の形をした細長い湾である。城門川の河口にあり、吐露港へとつながっている。

## 歴史

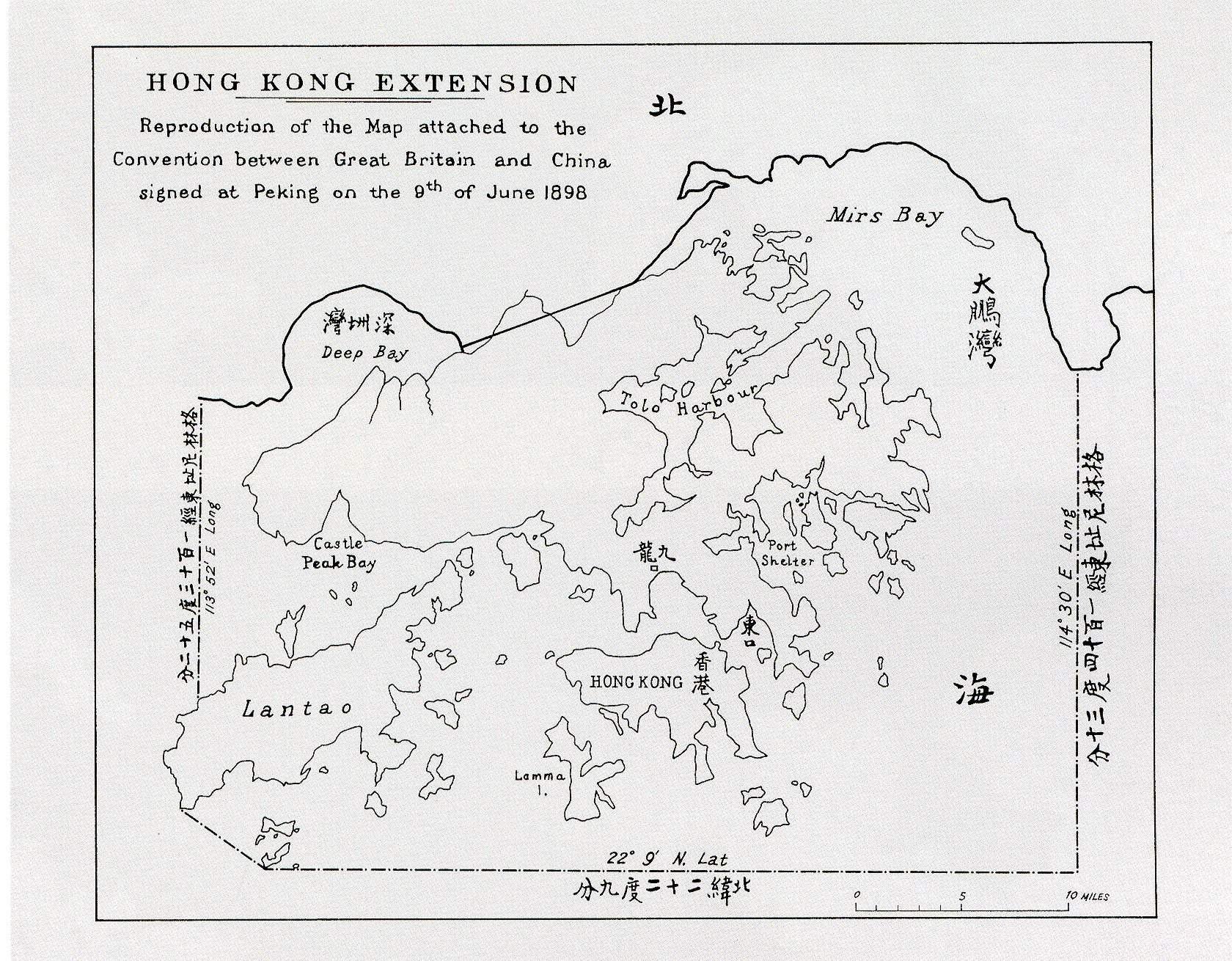
1898年の「展拓香港界址専条」で描かれた沙田海と吐露港 (Tolo Harbour)

### 名称
沙田海 (Sha Tin Hoi) の別称に潮水湾 (Tide Cove) がある。これは、潮が満ちると海水が湾内に流入することからつけられた名称である。「Cove」を中国語に直訳すると「小海湾」となるが、沙田海は香港の他の湾と比べると面積は大きい。

### 沿岸の発展
1970年代、香港政府は沙田ニュータウンを開発した。その結果、沙田海は両岸から埋め立てられ、湾に流れ込む城門川は河口からさらに延長7km、幅200mの人工河川として拡張された。このため、現在はもともと沙田海だった土地のほとんどが埋立地と化している。
もともと沙田海に浮かぶ小島であった圓洲は、沙田区の東岸の陸地の一部となり、圓洲角へと改名されている。また、馬料水と馬鞍山の間に残っている湾は、現在でも沙田海と呼ばれている。